# 高梁镇 (重庆市)
高梁镇，是中华人民共和国重庆市万州区下辖的一个乡镇级行政单位。

## 行政区划
高梁镇下辖以下地区：
高梁场社区、新店子社区、五梁桥社区、大碑寺社区、福安路社区、杨金社区、沙坝村、新店村、香梁村、三清村、长春村、千家村、五福村、康胜村、大碑村、天鹅村、庙垭村、茨坪村、顺安村、三义村、豪家村和桐槽村。